# Synaxon
Koordinaten: 51° 54′ 59,4″ N, 8° 36′ 18,3″ O
Die Synaxon AG (Eigenschreibweise: SYNAXON) ist heute mit mehr als 3.200 Partnerunternehmen, einem Einkaufsvolumen von mehr als einer Milliarde Euro und mehr als 300 Mitarbeitern die größte IT-Verbundgruppe in Europa. Das Unternehmen mit Sitz in Schloß Holte-Stukenbrock wurde ursprünglich 1991 als Talos Computervertriebsgemeinschafts GmbH in Bielefeld gegründet.

## Unternehmen
Die Synaxon AG deckt durch die unterschiedlichen strategischen Ausrichtungen ihrer Marken den IT-Markt im B2B-Segment und in der SoHo-Zielgruppe ab und unterstützt ihre Partner vor allem in den Bereichen Einkauf, Managed Services, Marketing, Wissen und Vernetzung. Die Synaxon AG bündelt den Einkauf ihrer Partner und stellt gemeinsame Marketing- und Informationsressourcen zur Verfügung. Zusätzlich fördert die Verbundgruppe über ihre Plattformen die Vernetzung aller relevanten Akteure.
Zu den Partnern der Synaxon AG zählen selbstständige IT-Fachhändler, -Dienstleister und Systemhäuser, die Mitglieder in den Kooperationen und Marken der Synaxon sind.
Die Synaxon-Partnerschaft bildet die Basiskooperation für alle Synaxon-Partner und beinhaltet unter anderem Leistungen aus den Bereichen Einkauf, Managed Services, Wissen und Vernetzung. Die Systemhäuser betreuen im Schwerpunkt kleine und mittelständische Unternehmen. Zu den weiteren Partnerschaften und Marken der Synaxon gehören:
- iTeam
- PC-Spezialist
- IT-Service Network

Zusätzlich zum Unternehmen zählen die Tochterunternehmen Synaxon UK sowie das Franchise-Unternehmen einsnulleins GmbH.

## Geschichte
Das Unternehmen wurde 1991 als Talos Computervertriebsgemeinschafts GmbH durch Thomas Kruse und André Flottmann mit der Kernidee gegründet, Werbegelder und Einkaufsvolumen von Fachhändlern zu bündeln, um deren Wettbewerbsfähigkeit zu steigern. Ein Jahr später schloss sich Frank Roebers dem Unternehmen an. 1993 wurde der Entschluss gefasst, ein Franchise-System zu gründen. Im selben Zug wurde die Marke Microtrend für diejenigen Partner gegründet, die nicht am Franchise-System teilnehmen, aber trotzdem weiterhin die Einkaufsvorteile in Anspruch nehmen wollten.
Nachdem das Unternehmen 1995 den neuen Markenkern PC-Spezialist eingeführt hatte, wurde das Unternehmen 1998 in eine Aktiengesellschaft umgewandelt und der Unternehmensname entsprechend in PC-Spezialist Franchise AG geändert. 1999 folgte der Börsengang mit Notierung am Neuen Markt.
Im Jahr 2004 erwarb die spätere Synaxon AG die Mehrheit am Wettbewerber iTeam und 2005 kaufte das Unternehmen den Wettbewerber AKCENT Computerpartner Deutschland AG auf. Im gleichen Jahr beschlossen die Aktionäre der PC-Spezialist Franchise AG die Umbenennung in Synaxon AG. 2007 wurde Mark Schröder, jetziges Vorstandsmitglied, in den Vorstand für den Bereich Finanzen berufen.
Im Jahr 2010 wurde die Marke PC-Spezialist neu positioniert und der Fokus vom Warenhandel hin zu einer Serviceorientierung verändert. Zudem wurde die einsnulleins GmbH in Hamburg gegründet, um neue Dienstleistungen und Vermarktungsformen zu erproben. 
Im Jahr 2016 wurden die Marken IT-Service Network und Synaxon IT Partner gegründet – letztere führte die Einkaufskooperationen Microtrend und Akcent zusammen.
2018 startete die Synaxon AG als Managed Services Provider sowohl für Geschäfts- als auch für Privatkunden. Im gleichen Jahr fiel zudem der Entschluss, mit der einsnulleins GmbH erneut ein Franchise-System aufzubauen. Außerdem wurde die emendo Kooperations GmbH vollständig von der Synaxon AG aufgekauft. 
Seit 2024 präsentiert sich Synaxon mit einem neuen Markenauftritt, der ein neues Logo und eine neue Website umfasst. Frank Roebers verließ zum Ende des Jahres 2024 die SYNAXON und Miguel Rodriguez wurde zum 1. Januar 2025 in den Vorstand berufen. Mark Schröder wurde Vorstandsvorsitzender.